# Скорая помощь Святого Иоанна

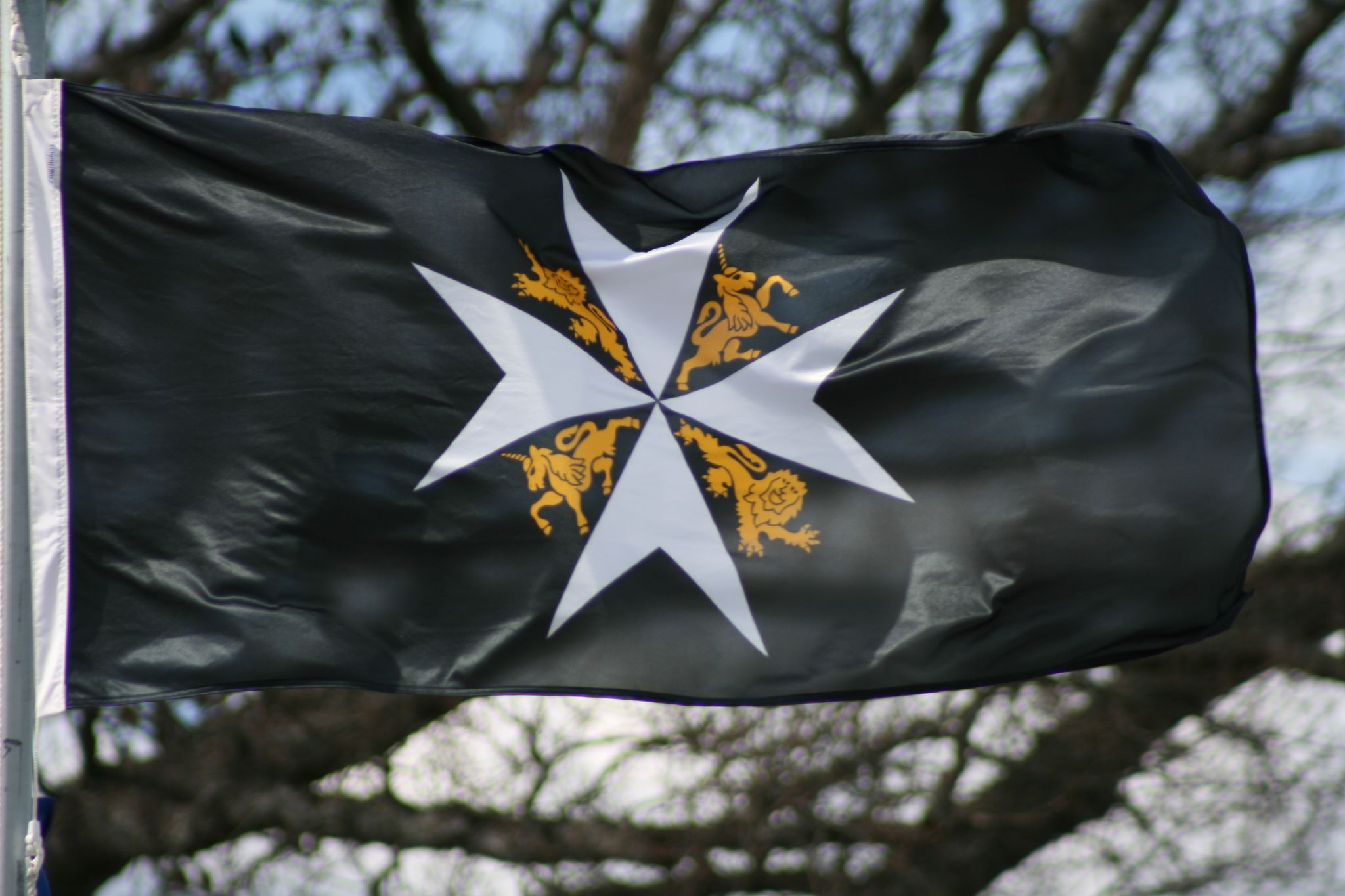
Флаг Скорой помощи Святого Иоанна.

Ско́рая по́мощь Свято́го Иоа́нна, Свято-Иоанновская скорая помощь (англ. St John Ambulance), в некоторых странах известная, как St John — международная организация, объединяющая большое количество аффилированных организаций в разных странах, занимающихся обучением и оказанием первой медицинской и скорой помощи. Все эти организации ведут свою историю от волонтёрской неправительственной Ассоциации скорой помощи Святого Иоанна, основанной в 1877 году в Великобритании.

## Структура
Каждая национальная группа организаций скорой помощи Святого Иоанна подчинена приорату или национальному совету Ордена Святого Иоанна, в котором все приораты равноправны.
В некоторых приоратах скорая помощь Святого Иоанна имеет коммерческие отделения или дочерние предприятия, прибыль которых используется в благотворительных целях. Сотрудникам скорой помощи Святого Иоанна предусмотрено присвоение специальных званий, образующих иерархическую структуру командования. Звания ранжируются от рядового до высшего офицера, со значительными различиями в разных приоратах. Общую структуру субординации званий построить достаточно сложно, особенно с учётом международной деятельности множества организаций — членов скорой помощи Святого Иоанна.
Многие сотрудники скорой помощи Святого Иоанна не являются членами ордена Святого Иоанна, и наоборот, поэтому присутствие где-либо ордена Святого Иоанна не означает присутствия скорой помощи Святого Иоанна. Кроме того, орден Святого Иоанна является христианской организацией, в то время как скорая помощь Святого Иоанна стремится оградиться от принадлежности к конкретной религии или конфессии, чтобы быть доступной для всех. Географически скорая помощь Святого Иоанна распространена шире, чем орден Святого Иоанна, поэтому в работе сотрудникам скорой помощи приходится сталкиваться с различными национальными законами, медицинской практикой и культурой разных стран.

## История
10 июля 1877 года в Великобритании при посредничестве ордена Святого Иоанна была образована Ассоциация скорой помощи Святого Иоанна. Главной задачей Ассоциации являлось удовлетворение растущей потребности в обучении оказанию первой медицинской помощи в связи с увеличением количества несчастных случаев на производстве в процессе индустриализации общества.
В 1883 году в Квебеке было открыто канадское подразделение скорой помощи Святого Иоанна, занимавшееся обучением оказанию первой медицинской помощи. Вскоре после этого были открыты курсы первой помощи в Кингстоне, провинция Онтарио. В течение последующих 10 лет организация выросла до национальных масштабов и в 1892 году имела 12 филиалов в Канаде, занимающихся обучением способам оказания первой помощи и подготовкой персонала.
Британский Орден Святого Иоанна основал госпиталь Святого Иоанна в Иерусалиме, а в июне 1887 года была образована бригада скорой помощи Святого Иоанна для оказания первой медицинской и скорой помощи на общественных мероприятиях. Бригада была организована в милитаристском стиле с чёткой иерархией; все члены бригады носили униформу и имели носимые знаки различия. Основной задачей бригады было предоставление добровольцев, обученных оказанию первой помощи, на время проведения крупных общественных мероприятий и при объявлении чрезвычайного положения. За эту работу 14 мая 1888 года Британский орден Святого Иоанна получил королевскую грамоту из рук королевы Виктории.
В 1891 году Мэтисону Якоби (англ. Mathieson Henry Jacoby) было выдано разрешение на основание подразделения Ассоциации скорой помощи Святого Иоанна в Западной Австралии. Якоби к тому моменту уже получил свой сертификат специалиста по оказанию первой помощи у себя в Аделаиде. Вместе с доктором Джорджем МакУильямсом (англ. Dr George McWilliams) ему удалось убедить врачей в Перте в необходимости обучения способам и методам оказания первой помощи. Первый курс обучения начался 3 марта 1892 года. Его посетили 20 полицейских, 10 железнодорожных служащих и два представителя общественности. К концу XIX века эти курсы окончили 176 человек.
В 1904 году было создано мужское подразделение бригады скорой помощи Святого Иоанна. Члены этого подразделения присутствовали на всех соревнованиях, проводившихся на столичных ипподромах, и получали пожертвования на свои услуги. Они также участвовали при проведении других мероприятий, таких как футбольные матчи, велогонки и королевские сельскохозяйственные шоу. В течение первого десятилетия XX века курсы первой помощи прошли 1506 человек.
В 1908 году по взаимной договоренности с Ассоциацией скорой помощи Святого Андрея Ассоциация скорой помощи Святого Иоанна прекратила свою деятельность в Шотландии. В 1912 году Ассоциация скорой помощи Святого Иоанна стала независимой, а её региональные подразделения получили собственные органы власти в виде Советов.
В Австралии в 1911 году курсы по оказанию первой помощи стали проводиться в шахтёрских посёлках, а двумя годами позже, в 1913 году, преподавание основ оказания первой помощи было введено в программу обучения австралийских школ. В том же 1913 году было создано первое отдельное подразделение медицинских сестёр (англ. Nursing division), многие члены которого, наряду с членами мужской бригады, служили во время Первой мировой войны. Женщины, прошедшие обучение, формировали отряды добровольной помощи (англ. Voluntary Aid Detachments) и служили в военных госпиталях.
В 1921 году Ассоциация скорой помощи Святого Иоанна в Австралии получила собственное здание в Перте, на Мюррей-стрит, а с 1 июля 1922 года стала единолично нести ответственность за оказание первой медицинской помощи в городе. До этого больные доставлялись в госпитали службами пожарной охраны, полиции, железных дорог и портов. Между 1922 и 1923 годами в три отделения скорой помощи было доставлено 1873 пациента. Служба и потребность в ней постоянно росли, и в течение десяти лет количество пациентов, получивших первую помощь, в районе Перта возросло до более чем 3000 человек. В 1925 году появился первый кадетский корпус (англ. Cadet division) скорой помощи Святого Иоанна. В 1928 году в Калгурли сэр Джон Хьюитт (англ. John Hewitt) дал свои первые публичные лекции для слушателей об оказании первой помощи. Эти лекции транслировались на территории Западной Австралии по радио. В 1929 году был основан второй центр скорой помощи в Фримантле, а Ассоциация скорой помощи Святого Иоанна начала обучение девушек-экскурсоводов и юношей-скаутов основам оказания первой медицинской помощи. В то время около 4714 человек окончили эти курсы.
Великая депрессия после Первой мировой войны замедлила развитие центров скорой помощи. Поэтому в 1932 году была начата кампания для поощрения обучения старшеклассников способам оказания первой помощи. Служба скорой помощи финансировалась за счет пожертвований, а в 1933 году Лотерейная комиссия предоставила Ассоциации скорой помощи Святого Иоанна свой первый грант. Впоследствии эти гранты стали ежегодными, а между организациями установились партнёрские отношения.
До 1934 года Скорая помощь Святого Иоанна и индийский Красный Крест выполняли тождественные функции независимо друг от друга. В 1934 году эти две организации стали аффилированными, у них появились партнёрские отношения, что позволило избежать дублирования функций и обеспечить работу скорой помощи в сочетании с обязанностями Красного Креста. Предвестником движения Святого Иоанна в Индии был Махатма Ганди. Он сформировал корпус скорой помощи в 1899 году, который оказывал медицинскую помощь в ходе второй англо-бурской войны. После этого его корпус предоставлял медицинскую помощь в ходе восстания зулусов в 1906 году, а затем во время Первой мировой войны в 1914 году. Таким образом Ганди в 1900-х годах способствовал созданию Ассоциации скорой помощи Святого Иоанна в Индии.
К 1938—1939 годам количество пациентов скорой помощи Святого Иоанна в Австралии достигло 5174 человек. На тот момент в Австралии существовало четыре отделения скорой помощи Святого Иоанна и шесть офицеров на зарплате. Бригада скорой помощи Святого Иоанна в это время стабильно развивалась и к 1939 году в Западной Австралии существовало 41 подразделение службы, где было занято 1072 волонтёра. Первый кадетский корпус во Фримантле появился в 1936 году. Всего в 1930-е годы в нём прошли обучение 13 782 студента.
Вторая мировая война бросила серьёзный вызов всем отделениям скорой помощи Святого Иоанна, когда возник беспрецедентный спрос на обучение основам первой медицинской помощи. Большое количество населения, особенно женщины, поступили на курсы оказания первой помощи для военных нужд. С 1939 по 1945 годы было выдано 41 962 сертификата об окончании курсов. В бригаде скорой помощи были зарегистрированы новые подразделения, несмотря на то, что многие волонтёры числились в составе действующих вооружённых сил. Из тех, кто остался в Австралии, многие присоединились к волонтёрским отрядам первой помощи. Мужчины организовали противовоздушные патрули, а женщины поступили в армейскую медицинскую службу. Богатый опыт лечения травм, полученный в ходе Второй мировой войны, и глубокое понимание процессов лечения, были хорошим дополнением к первому учебнику по оказанию первой помощи, который был выпущен в 1945 году. Штаб-квартира скорой помощи Святого Иоанна в Австралии переехала в Веллингтон в 1940 году, а семь лет спустя, в 1947 году было организовано Командорство скорой помощи Святого Иоанна в Западной Австралии. Это позволило организации получить полунезависимый статус от Ордена Святого Иоанна и собственные органы власти. К концу 1940-х годов организация начала спонсироваться за счёт государственного бюджета. Всего в 1940-х годах в Австралии 46 099 человек прошли курсы обучения основам оказания первой медицинской помощи.
В 1950-х годах в приёмах первой медицинской помощи появляется техника искусственного дыхания «рот-в-рот». В 1952 году вводится система членских взносов, позволявшая гражданам застраховаться на случай возникновения необходимости срочной доставки в госпиталь. К 1959 году в Австралии было открыто 72 центра скорой помощи. Курсы Ассоциации в 1950-х годах посетили 28 499 студентов.
В 1960-х годах наблюдался значительный рост активности скорой помощи Святого Иоанна, вызванный быстрым ростом населения. Были произведены изменения в финансировании и управлении Ассоциацией скорой помощи, чтобы идти в ногу с возросшими требованиями. Обучение приёмам первой помощи предлагалось для таксистов, морских кадетов и даже членов клуба любителей мотороллеров Vespa. Бригада скорой помощи Святого Иоанна в 1961 году насчитывала 2400 человек. Норвежская фабрика по производству игрушек Asmund Laerdal представила первый манекен для проведения занятий по технике оказания первой помощи, «Resusci Anne». Введение в курс подготовки практических занятий на манекенах стало революционной методикой обучения приёмам оказания первой помощи и сердечно-лёгочной реанимации. Тренеры использовали эти манекены и для занятий в школах. Был опубликован учебник по практике искусственного дыхания «Airway, Breathing and Circulation» (ABC). Всего в 1960-х годах курсы первой помощи посетило 47 965 человек.
В 1970-х годах рост населения продолжился. Помимо обучения пожарных и полицейских, приёмам оказания первой помощи стали обучаться сотрудники гражданской авиации и военные. У скорой помощи Святого Иоанна появился свой воздушный флот, который использовался в дополнение к наземным службам, что облегчало транспортировку пациентов. В службе скорой помощи Святого Иоанна использовались реанимобили, оснащённые средствами обеспечения искусственного дыхания, контроля кровотечения и ухода за бессознательными пациентами.
В 1974 году Ассоциация скорой помощи Святого Иоанна и бригада скорой помощи Святого Иоанна объединились, образовав Фонд скорой помощи Святого Иоанна. Это позволило перейти на более высокий уровень профессионального управления. В 1979 году Ассоциация перестала быть медицинской благотворительной организацией и стала некоммерческой структурой, сочетающей в себе черты общественной полезности, бизнес-корпорации и добровольного объединения. Финансирование в рамках этого статуса стало более надёжным. Доходы от схемы членских взносов и небольших государственных субсидий превзошли сумму доходов от пожертвований и мероприятий по сбору средств. В 1970-х годах 52 716 студентов прошли курсы оказания первой помощи.
В 1980 году в Австралии произошло увеличение на 50 % количества обучающихся на курсах оказания первой помощи по сравнению с 1979 годом. Это произошло благодаря адаптивному маркетингу и профессиональному подходу. На протяжении 1980-х годов курс оказания первой помощи был сокращён до трёх дней, и всего в 1980-х его посетило 166 708 слушателей. В Австралии службы скорой помощи Святого Иоанна были упорядочены, а основные структурные реформы начались в 1985 году: различные подразделения Ассоциации были объединены в единую службу, что позволило улучшить взаимодействие и коммуникацию между подразделениями. Были приняты единый логотип и наименование службы. Новым наименованием организации стало «Австралийская скорая помощь Святого Иоанна» (англ. St John Ambulance Australia), а все мероприятия были разделены между двумя департаментами: департаментом образования, который заменил Ассоциацию, и оперативным департаментом, который заменил Бригаду.
В 1990-х годах организация продолжала развиваться, и в 1995 году было открыто новое подразделение по уходу за одинокими пожилыми людьми, Community Care. Волонтёры работали здесь без униформы, помогали пожилым людям с покупками, сопровождали их на экскурсиях или поддерживали с ними контакт по телефону. В это же время появилась промышленная фельдшерская служба (англ. Industrial Paramedic Service). В 1991 году были созданы курсы с акцентом на практическое оказание первой помощи. Количество слушателей увеличилось, и всего в течение 1990-х годов основам оказания первой помощи обучились 383 186 человек. За период 1999—2000 годы специалисты австралийской службы скорой помощи Святого Иоанна доставили в лечебные учреждения около 136 000 пациентов. В 1999 году служба скорой помощи Святого Иоанна отметила своё 90-летие.
В 1977 году службе скорой помощи Святого Иоанна исполнилось 100 лет. За эти годы общество признало важную роль волонтёров в деле оказания услуг первой помощи в быту, на производстве, при проведении культурных и спортивных мероприятий.
В новом тысячелетии скорая помощь Святого Иоанна уже представляла собой единую современную организацию. У представителей службы появилась новая зелёная униформа. Курсы по оказанию первой помощи были расширены с учётом инициативы First Responder System. Персоналу First Responder разрешалось использовать кислородные маски и дефибрилляторы до приезда парамедиков. Продолжительность курсов сократилась до двух дней. Скорая помощь Святого Иоанна была официально признана правительством Австралии в качестве основного поставщика транспорта и специалистов скорой помощи в Западной Австралии.
В 2014 году служба скорой помощи Святого Иоанна продолжает оказывать гуманитарную миссию предоставления высококачественных услуг первой помощи с использованием новых технологий и достижений в сфере медицины.

## Национальные организации скорой помощи Святого Иоанна
Правовой статус каждой организации, аффилированной со скорой помощью Святого Иоанна, различается в разных странах. Одновременно существуют два подразделения скорой помощи Святого Иоанна в Англии и в Уэльсе, но зарегистрированы они отдельно в качестве благотворительной организации и коммерческой компании, в то время как, например, скорая помощь Святого Иоанна в Южной Африке зарегистрирована в качестве «общественно-полезной организации» (англ. public benefit organisation).
По состоянию на начало 2014 года организации, аффилированные со скорой помощью Святого Иоанна, были представлены в 43 территориальных образованиях по всему миру:

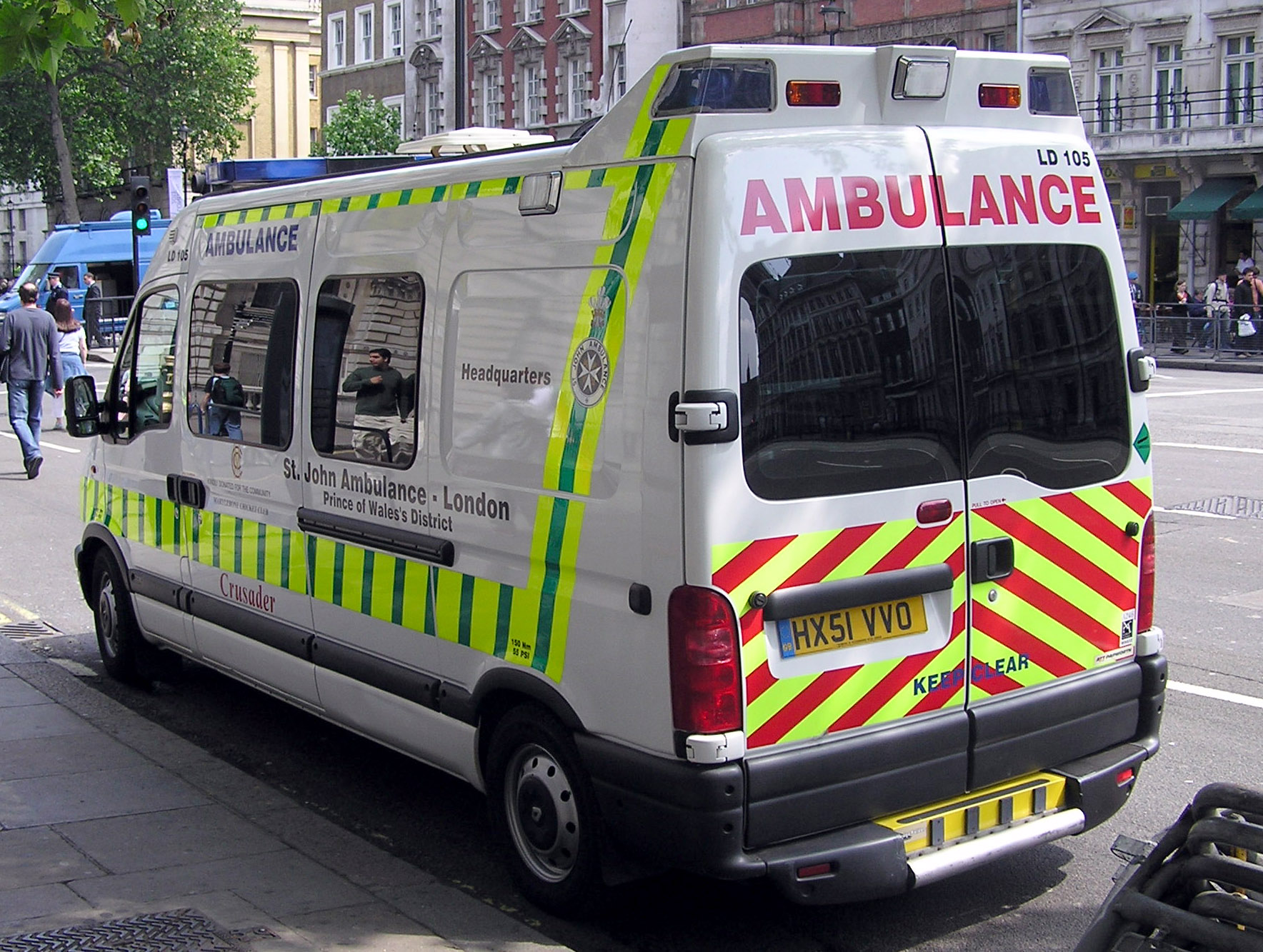
Автомобиль скорой помощи Святого Иоанна в Лондоне.

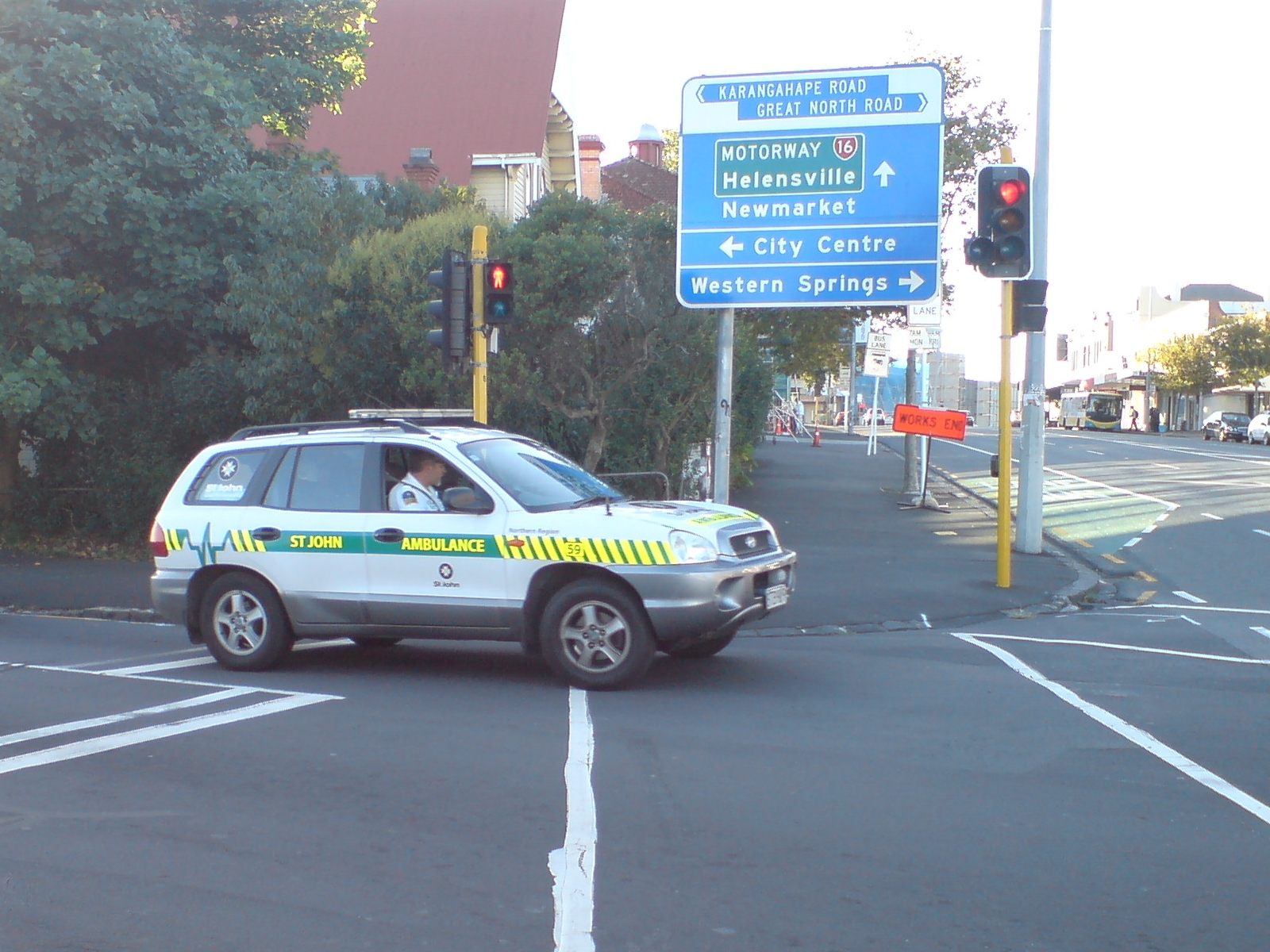
Автомобиль скорой помощи Святого Иоанна в Окленде.

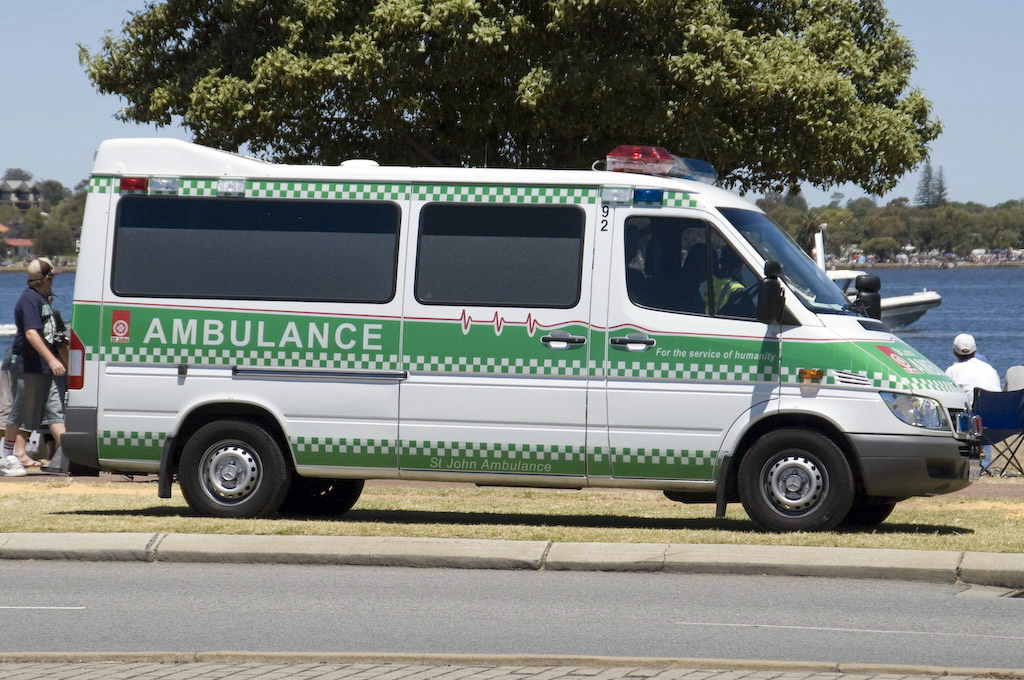
Автомобиль скорой помощи Святого Иоанна в Западной Австралии.

| Африка                               | Африка             | Африка             | Африка             |
| ------------------------------------ | ------------------ | ------------------ | ------------------ |
| Камерун                              | Гана               | Кения              | Малави             |
| Мавритания                           | Намибия            | Нигерия            | ЮАР                |
| Свазиленд                            | Танзания           | Уганда             | Замбия             |
| Зимбабве                             |                    |                    |                    |
| Австралазия и Океания                |                    |                    |                    |
| Австралия                            | Фиджи              | Гонконг            | Индия              |
| Малайзия                             | Новая Зеландия     | Пакистан           | Папуа-Новая Гвинея |
| Сингапур                             | Соломоновы Острова | Шри-Ланка          |                    |
| Европа и Средний восток              |                    |                    |                    |
| Кипр                                 | Англия             | Гибралтар          | Мальта             |
| Северная Ирландия                    | Ирландия           | Шотландия          | Уэльс              |
| Северная Америка и Карибский бассейн |                    |                    |                    |
| Антигуа и Барбуда                    | Барбадос           | Бермудские Острова | Канада             |
| Доминика                             | Гренада            | Гайана             | Ямайка             |
| Сент-Люсия                           | Тринидад и Тобаго  | США                |                    |

### Йоханнитер Интернейшнл
После Второй мировой войны британские солдаты создали бригады скорой помощи Святого Иоанна в Германии. В сотрудничестве с орденом иоаннитов, в 1952 году была основана Johanniter-Unfall-Hilfe.
- Johanniter-Unfall-Hilfe — Германия, Австрия, Польша[10].

В 1999 году, на международной встрече представителей ордена Святого Иоанна, посвященной торжествам по поводу 900-летия ордена, была озвучена идея более тесного сотрудничества в Европе. В результате в 2000 году была создана международная сеть Йоханнитер Интернейшнл (JOIN) , объединяющая 16 национальных подразделений скорой помощи Святого Иоанна по всей Европе.

## Название и девизы
В англоязычном названии ордена Святого Иоанна (англ. Order of St John) «St» является аббревиатурой, означающей «святой», и по правилам должна использоваться без точки. В логотипах организаций, аффилированных со скорой помощью Святого Иоанна, точка после этой аббревиатуры исчезла в 2006—2007 годах.
Несколько необычное для англоязычной аудитории название организации порой приводит к путанице, так как многие люди считают, что упоминание Святого Иоанна в названии указывает на организацию, связанную с церковью. Тем не менее, это упоминание указывает на Орден Святого Иоанна (который, в свою очередь, является христианской организацией). Упоминание Святого Иоанна используется в наименовании организации как относительное прилагательное. То есть в переводе на русский язык это звучало бы как «Свято-Иоанновская скорая помощь», однако такое употребление не закрепилось в русскоязычной письменной традиции. Как в англоязычной, так и в русскоязычной среде часто упоминание Святого Иоанна считается притяжательным прилагательным. Тогда название звучит как «Скорая помощь Святого Иоанна», что в некоторых случаях может считаться неправильным. В повседневной речи сотрудников организации могут называть «Сентджонцами» (англ. St Johns). Такое наименование верно в отношении членов ордена Святого Иоанна, служащими во имя Иоанна Крестителя, однако это не распространяется на сотрудников скорой помощи.
Девизами ордена Святого Иоанна являются: «За веру» (лат. Pro fide) и «На службу всему человечеству» (лат. Pro utilitate hominum). Приорат Англии и островов в недавнем прошлом заменил два латинских девиза одним девизом на английском языке: «За веру и на службе человечества» (англ. For the faith and in the service of humanity).

## Орден Святого Иоанна
Орден Святого Иоанна не следует путать с Мальтийским орденом или другими членами Альянса Орденов святого Иоанна Иерусалимского. Существуют также и другие организации, использующие имя Святого Иоанна, но не являющиеся общепризнанными членами Альянса.

### Международная организация

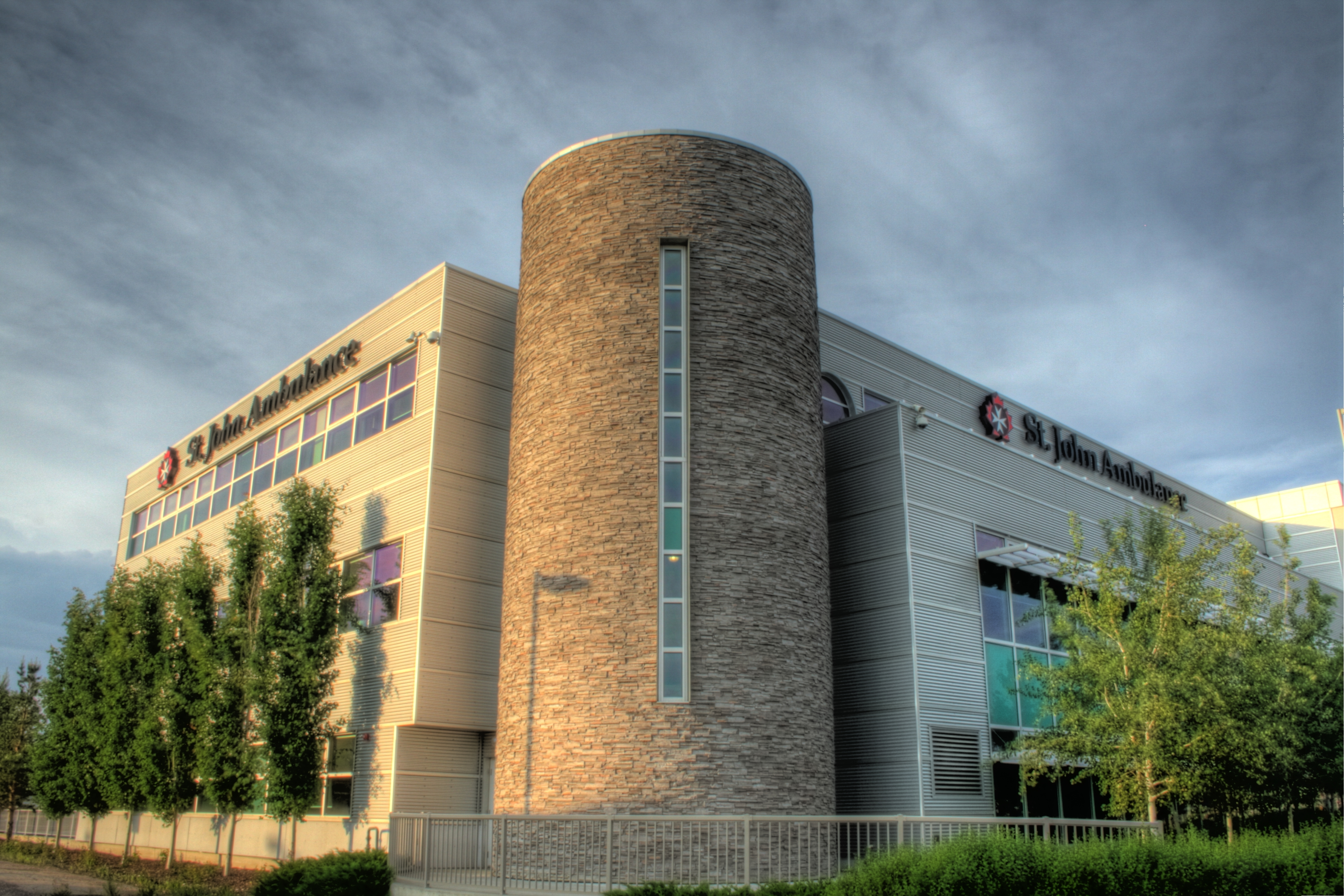
Здание скорой помощи Святого Иоанна в Эдмонтоне, Канада.

Так как скорая помощь Святого Иоанна находится под управлением ордена Святого Иоанна, то с точки зрения международной организации скорая помощь отражает организационную структуру ордена. Деление ордена на приораты отражает происхождение ордена от рыцарей-госпитальеров. Однако современные приораты не имеют отношения к религии и используются исключительно в качестве терминологии в рамках организации. Перечень восьми приоратов, ответственных за деятельность организации на территории разных стран, оговаривается в уставе организации:
- Приорат Англии и островов (в том числе Командорство Ардса в Северной Ирландии);
- Приорат Шотландии (где медицинская и образовательная деятельность бригад скорой помощи Святого Иоанна была приостановлена в 1908 году);
- Приорат Австралии (в Виктории, в том числе Командорство Западной Австралии);
- Приорат Канады;
- Приорат Новой Зеландии;
- Приорат Южной Африки;
- Приорат Соединённых Штатов Америки;
- Приорат Уэльса.

Приорат Англии и островов является основным приоратом Ордена. Члены ордена во всех странах, где нет собственного приората, подчиняются этому приорату. Многие из этих стран являются островами Содружества, или странами с небольшим присутствием Ордена. Отношения между Орденом Святого Иоанна и скорой помощью Святого Иоанна — не строго параллельны, и это объясняет, почему деление Ордена на приораты может быть не равнозначно делению на приораты скорой помощи Святого Иоанна.